# Neofacydes sinensis
Neofacydes sinensis là một loài tò vò trong họ Ichneumonidae.